# Gallocaris
Gallocaris is een geslacht van kreeftachtigen uit de klasse van de Malacostraca (hogere kreeftachtigen).

## Soort
- Gallocaris inermis (Fage, 1937)